# Кожевников, Александр Игоревич
Алекса́ндр И́горевич Коже́вников (род. 12 апреля 1984 года, Москва, РСФСР, СССР) — российский хоккеист; тренер.

## Биография
Воспитанник хоккейной школы московского «Динамо». С 1998 года играл в соревнованиях среди юношей в составе команды клуба, с 1999 — электросталевского «Кристалла», с 2000 — московских «Крыльев Советов — 2» (в составе которых начал профессиональную карьеру в сезоне 2001/2002 в Первой российской лиге).
В сезоне 2002/2003 в основном составе «Крыльев Советов» дебютировал в Суперлиге. В драфте НХЛ в 2002 году был выбран в 3-м раунде под общим 93-м номером командой «Чикаго Блэкхокс». После двух матчей в кирово-чепецкой «Олимпии» уехал в Канаду, где в сезоне 2003/2004 играл в Главной юниорской хоккейной лиге Квебека в клубах «Валь-д’Ор Форёрс» и «Квебек Ремпартс».
В составе молодёжной сборной России принял участие в чемпионате мира 2003/2004.
В следующем сезоне играл в клубах Хоккейной лиги Восточного побережья — «Гринвилль Гррроул» и «Дейтон Бомберз», после чего вернулся в Россию и вошёл в состав чеховских «Витязя» (игравшего в Суперлиге) и «Витязя-2» (первая лига), позже в том же сезоне 2005/2006 перешёл сначала в лениногорский «Нефтяник» (высшая лига), затем в пермский «Молот-Прикамье», и, наконец, уехал в Беларусь, где с 2005 по 2007 годы выступал в составе новополоцкого клуба «Химик-СКА», игравшем в национальном чемпионате.
По ходу сезона 2006/2007 вернулся в московские «Крылья Советов» (Суперлига), из которых перешёл в клуб «Титан» из Клина (высшая лига), следующий сезон разделил между тольяттинской «Ладой» (Суперлига) и вновь «Титаном».
Сезон 2008/2009 разделил между игравшим в КХЛ воскресенским «Химиком» и екатеринбургским «Автомобилистом» (высшая лига), дошедшим до четвертьфинала кубка Братины. Следующий сезон вновь был поделен между «Крыльями Советов» и «Титаном», а также пензенским «Дизелем». В сезоне 2010/2011 играл в клубе ВХЛ «Рязань».
Начав следующий сезон, вернувшись в клуб ВХЛ «Молот-Прикамье», по ходу сезона перешёл в состав донецкого «Донбасса-2» и стал чемпионом Украины.
Закончил профессиональную карьеру в сезоне 2012/2013 вновь в клубе «Титан». С 2013 года играл в командах любительской Российской товарищеской хоккейной лиги. С лета 2022 года — главный тренер команды «Динамо-Юниор» (НМХЛ).

## Достижения
- Чемпион Украины 2011/2012